# Брезгунов Захар
Захар Брезгунов (роки народження і смерті невідомі) — український ювелір першої половини XIX століття; учень Самсона Стрельбицького.

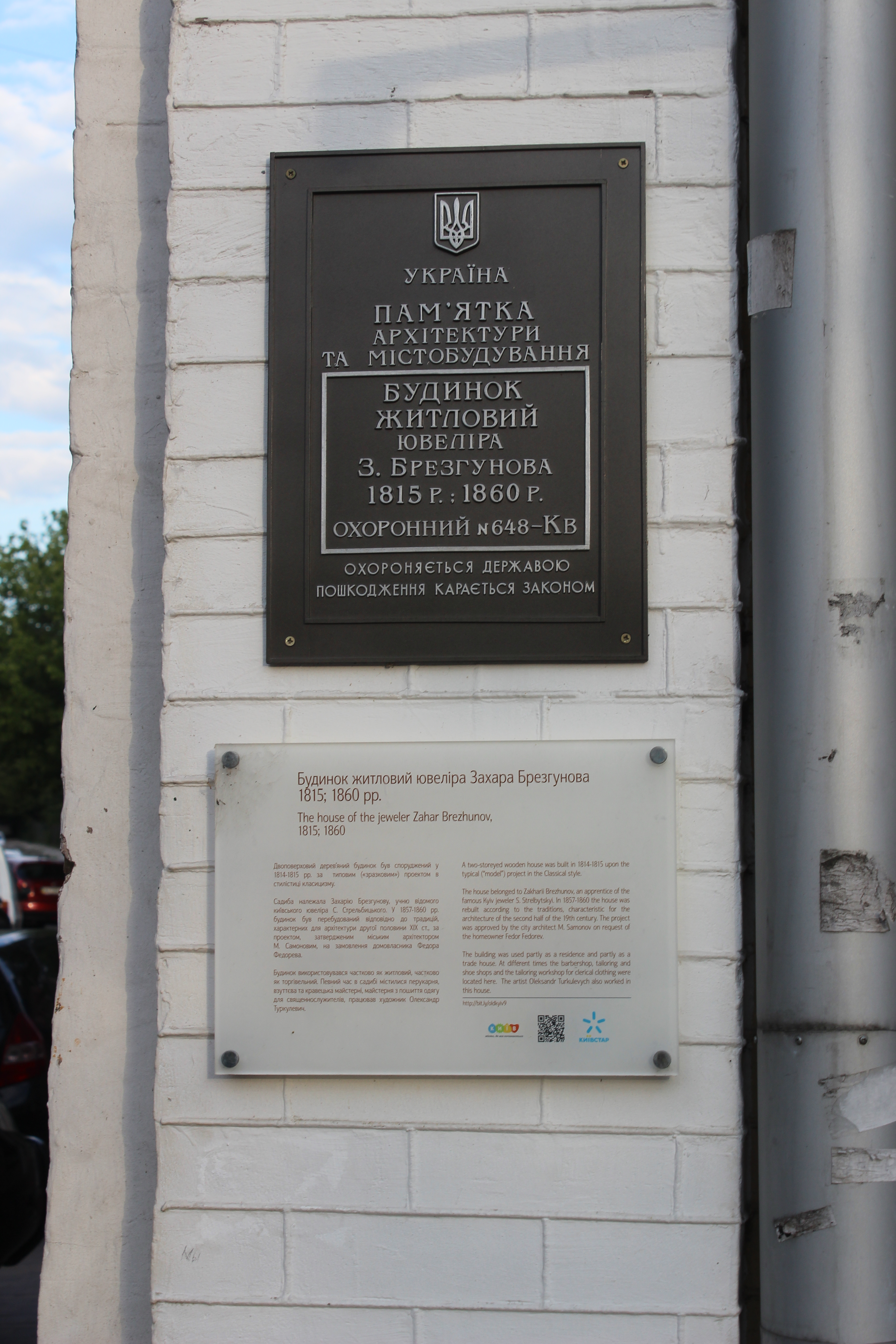
Охоронна дошка на будинку, де мешкав ювелір.

У 1809 році зробив для Києво-Печерської лаври велику золоту оправу для євангелія, оздоблену коштовним камінням. Спільно з Ю. Брезгуновим виготовив мідний іконостас з позолотою для церкви Антонія у Ближніх печерах та срібні пряжки. Роботи майстра відзначаються стриманим декором, в якому використано мотиви так званого «стилю Людовіка XVI».
Жив у Києві, в будинку на Андрївському узвозі, № 5/31. Нині цей будинок є пам'яткою архітектури та містобудування (охоронний № 648-Кв).